# Guido Álvaro Peredo Leigue
Guido Álvaro «Inti» Peredo Leigue, (Cochabamba, 30 d'abril de 1937 - La Paz, 9 de setembre de 1969) va ser un polític i guerriller bolivià que va formar part de la Guerrilla de Ñancahuazú sota el comandament de Che Guevara als anys 1966 i 1967. Peredo va ser un dels pocs supervivents. Va morir assassinat per les forces de seguretat el 1969.

## Biografia
Va néixer a Cochabamba, el 30 d'abril de 1937. Fou educat pel pare, professor i director del diari catòlic El Imparcial.
De jove va integrar un grup que van fundar el Partit Comunista de Bolívia (PCB) al departament de Beni i mostrà interès pels problemes socials. Va exercir càrrecs a la Joventut Comunista i va participar activament en l'organització del partit a La Paz, on va esdevenir el primer secretari del Comitè Regional i membre del Comitè Central.
El 1963 i 1964, al costat del seu germà Roberto Peredo Leigue, Rodolfo Saldaña i Jorge Vázquez Viaña «El Lloro», van organitzar el suport operatiu a Bolívia de l'Ejército Guerrillero del Pueblo argentí, sota el comandament directe del periodista Jorge Ricardo Masetti. El grup també va fer tasques de suport logístic per a l'Ejército de Liberación Nacional del Perú.

## Preparatius per a la Guerrilla de Ñancahuazú
El març de 1966, el guerriller cubà José María Martínez Tamayo «Ricardo» es va comunicar amb Peredo per a començar a organitzar un focus guerriller a Bolívia. Al maig realitzà un informe per al Congrés Regional del Partit Comunista, on sostingué la necessitat de la lluita armada. En aquella ocasió es va decidir enviar a Cuba 20 homes perquè rebessin entrenament militar.
El 1966, Peredo va integrar el segon grup de bolivians enviats a Cuba. El dia 12 de novembre va tornar a Cochabamba per a instal·lar el campament guerriller a Ñancahuazú. El 31 de desembre el secretari general de PCB, Mario Monje, va visitar el campament guerriller proposant als membres del partit abandonar la lluita. Peredo s'hi va oposar, al costat del seu germà i els altres cinc guerrillers comunistes que l'acompanyaven. El PCB els va retirar el suport.
Guevara, al seu Diario de Bolivia, es refereix a Inti Peredo com la persona cridada a ser el comissari polític del jove exèrcit d'alliberament. Després del combat de la Quebrada del Yuro, el 8 de octubre de 1967, on el Che Guevara resultà ferit, fet presoner i fou assassinat l'endemà, va integrar el grup de cinc guerrillers que van aconseguir trencar el setge de l'exèrcit bolivià i sortir amb vida de Bolívia: Harry Villegas «Pombo», Dariel Alarcón, Leonardo Tamayo «Urbano», Inti Peredo i David Adriazola «Darío». Pocs dies abans també havia mort en combat el seu germà, Coco Peredo .
Peredo va exercir un important paper en la sortida del petit grup de combatents de la zona insurgent. Abans de marxar de forma clandestina cap a Cochabamba i d'allà a La Paz, havia acordat amb Urbano i Pombo reorganitzar la xarxa urbana de suport i l'Exèrcit d'Alliberament Nacional, per a obrir un nou focus guerriller. Amb l'ajuda del seu sogre, va organitzar la sortida dels combatents fins al municipi de Sabaya, al departament d'Oruro, pròxim a la frontera xilena, on els esperava Salvador Allende.
El 1969 va tornar a Bolívia per a difondre un comunicat al poble bolivià, «Volveremos a las montañas», que va commocionar l'opinió pública nacional i enfront del qual el govern va respondre amb una extensa campanya de repressió.
Poc després es traslladà a La Paz on romangué en la clandestinitat. El dia 9 de setembre, 150 soldats de la policia, alertats per una delació, van envoltar la casa on es refugiava. Durant una hora, Peredo va resistir l'atac fins que una granada de mà llençada per una finestra li va produir greus ferides en una cama i un braç abans de ser capturat, traslladat i brutalment torturat a una caserna de policia. Finalment, el metge Hebert Miranda Pereira el va matar mitjançant una injecció. A les 22 h d'aquell dia el govern va revelar a la premsa el cadàver del guerriller amb evidents senyals de tortura.